# Olivier Iteanu
Olivier Iteanu est avocat à la Cour d'appel de Paris, président d'honneur de l'Internet Society France et a publié le premier ouvrage de droit français publié sur Internet, Internet et le droit. 
Il a écrit  dans les années 1990 de nombreuses chroniques sur le droit appliqué aux technologies de l'information dans la presse spécialisée (PC Magazine, PC Expert). Membre de l'association Forum atena, il en préside l'atelier juridique.

## Biographie
Avocat depuis 1988, il est l'un des pionniers du droit de l'Internet en France,. Il a été successivement président puis président d'honneur de l'ISOC France de mai 2000 à février 2003. Il a organisé, à l'occasion de la première fête de l'Internet en 1998, le procès de l'Internet à la grande Cour d'assises de Paris.
Il est chargé d'enseignement à l'université Paris XI (faculté Jean Monnet) en master 2 du droit des innovations techniques et en master 2 du droit des activités spatiales et des communications électroniques et à l'université de Paris I Sorbonne dans le Master 2 de Droit des Données, des Administrations numériques et des Gouvernements Ouverts, dirigé par les professeurs William Gilles et Irène Bouhadana, où il enseigne les enjeux juridiques du cloud computing.
Il a régulièrement pris des positions contre la Loi Hadopi.
Il est également administrateur et secrétaire général d'Eurocloud France, une organisation professionnelle française qui regroupe des acteurs du Cloud Computing et du Saas.
En février 2001, il est désigné par le Conseil d’Administration de l'ICANN (société américaine qui gère dans le monde les noms de domaine et adresses Internet) dans un groupe de travail prévu aux statuts de cette société, qui a pour objectif d'étudier comment associer à la régulation en place, les intérêts du public. Ce groupe de travail a pour nom l'At Large Study Committee ou ALSC. L'ALSC rendra son rapport en Mars 2002. Olivier Iteanu y a représenté l'Europe avec Carl Bildt. Ce rapport aboutira à la création d'une nouvelle partie prenante (Stakeholder) au sein de l'ICANN, l'At Large.
En 2010, il a été désigné par l'ICANN  dans un groupe de travail chargé de réfléchir et proposer des évolutions au service appelé Whois, groupe dont il a démissionné en février  2011.
En novembre 2016, il publie un essai juridique, quand le digital défie l'Etat de droit, où il dénonce l'action des GAFAM qui utilisent les réseaux numériques pour échapper au droit européen quand ils servent leurs clients ou leurs membres en Europe et agissent pour faire évoluer en leur faveur les concepts fondamentaux du droit. Le livre analyse quatre concepts: la liberté d'expression, la vie privée, le droit d'auteur et la loi.

## Publications
- Internet et le droit, éd. Eyrolles, 1996, le premier ouvrage de droit français publié sur Internet (Le Monde, 28 juin 2000, supplément interactif, Olivier Iteanu, l'avocat d'Internet de Stéphane Mandard et base de données Électre) ;
- Le nouveau marché des télécoms, éd. Eyrolles, 1998 (en collaboration avec Marianne Vormès) ;
- Tous cybercriminels, éd. Jacques-Marie Laffont, 2004[12] ;
- L'identité numérique en question, éd. Eyrolles, 2008[13] ;
- Quand le digital défie l'Etat de droit, éd. Eyrolles, 2016[14],[15] - Prix spécial du jury de la 9ème édition du Forum International de la cybersécurité (FIC).
- Web 2.0 15 ans déjà et après ? - 7 pistes pour réenchanter Internet ! (collectif, coordination F. Brahimi et D. Fayon) , éd. Kawa, 2020 ;